# Epelis fumigata
Epelis fumigata là một loài bướm đêm trong họ Geometridae.